# Tomás Gomensoro
Tomás José del Carmen Gomensoro Albín (Dolores, 27 gennaio 1810 – Montevideo, 12 aprile 1900) è stato un politico uruguaiano.
È stato presidente dell'Uruguay dal 1º marzo 1872 al 1º marzo 1873.